# Eurytoma ficusgallae
Eurytoma ficusgallae är en stekelart som beskrevs av Boucek 1981. Eurytoma ficusgallae ingår i släktet Eurytoma och familjen kragglanssteklar.
Artens utbredningsområde är Zimbabwe. Inga underarter finns listade i Catalogue of Life.